# 交通巨人
《交通巨人》（英語：Traffic Giant）是一个2001年發行的電腦遊戲，游戏由奧地利的JoWood軟件公司開發。遊戲可以讓玩家在城市裡建立一間運輸公司，所提供的交通工具包括 巴士、電車、通勤鐵路、懸掛式單軌鐵路與磁懸浮鐵路。正如許多大亨類的電腦遊戲一樣，此遊戲是使用了偽三維界面。

## 外部連結
- 官方网站（德文）
- 於JoWooD.com的官方網站（英文）
- GameFAQs （页面存档备份，存于）（英文）